# Хейли Смит
Хейли Смит (на английски: Hayley Smith) е дъщеря на Стан Смит‎ и Франсин Смит в анимационния телевизионен сериал Американски татко!. Гласът ѝ се изпълнява от Рейчъл Макфарлейн, по-малката сестра на Сет Макфарлън - човекът, който е измислил сериала. Хейли и Стан са първите двама герои, които са били измислени. Тя помага на бездомни и събира дарения за тях. Тя е облечена като хипи. Също так в някой епизоди пуши марихуана и цигари. ДокатоСтан Смит‎ е консервативист, Хейли е либералка. Тя има връзка с Джеф Фишър и след втори сезон на сериала той става част от семейство Смит.